# Kastor und Pollux (Frankfurt am Main)

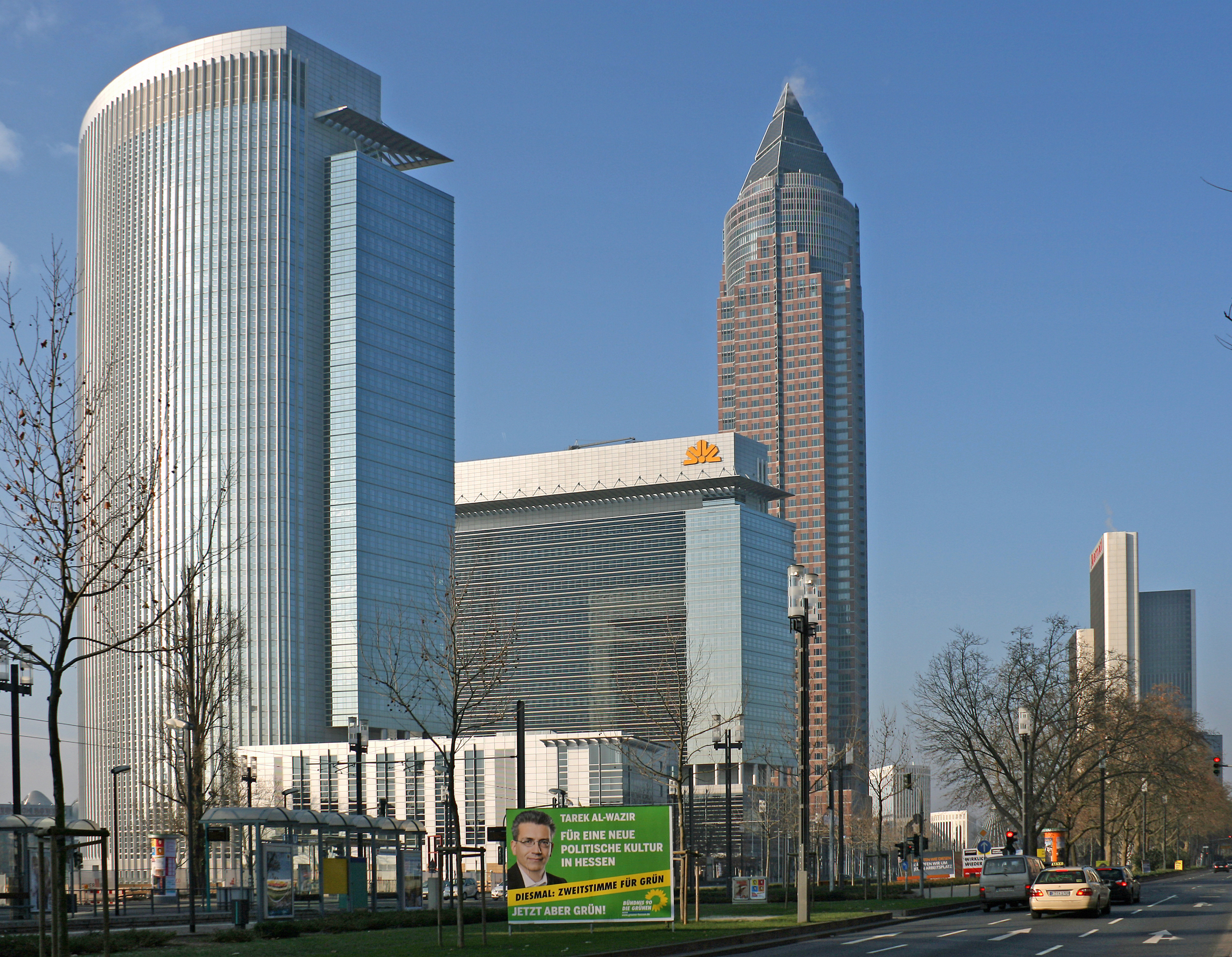
Links Pollux, Mitte Kastor, dahinter Messeturm, rechts im Hintergrund Westend Gate

Die beiden Hochhäuser Kastor und Pollux in Frankfurt am Main bilden zusammen den Komplex Forum Frankfurt. Die ungleichen Zwillingstürme wurden nach den Dioskuren der griechischen Mythologie, Kastor und Pollux, benannt.
Der Standort an der Friedrich-Ebert-Anlage im Stadtteil Gallus, direkt neben dem Messegelände mit dem Wahrzeichen Messeturm, war früher der Sitz der Hauptverwaltung der Deutschen Bundesbahn. Die Gebäude der Bahn wurden 1994 gesprengt, 1997 waren die Hochhäuser fertiggestellt.
Mit 130 Metern ist der nach dem Halbgott benannte Pollux der größere der beiden Türme und umfasst auf 33 Stockwerken etwa 31.500 m² Fläche. Seit Ende März 2018 ist die Zurich Gruppe Deutschland mit der Zusammenlegung ihrer bisherigen Direktionen Frankfurt, Wiesbaden und Oberursel größter Mieter von 17 der 33 Stockwerke.
Kastor, der Sterbliche, misst dagegen 95 Meter über 22 Stockwerke und bietet 28.800 m² Bürofläche. Mieter ist unter anderem das Generalkonsulat von Malaysia.
Die Türme stehen, getrennt durch eine kleine Grünanlage mit einer Lichtskulptur des Schweizer Künstlers Christian Herdeg, etwa 70 Meter voneinander entfernt am Platz der Einheit.
Die beiden Gebäude und die dazwischen liegende Tiefgarage sind auf einer gemeinsamen Stahlbetonplatte in Kombination mit 20 bis 30 Meter langen Bohrpfählen gegründet.  Dies ermöglichte eine fugenlose Konstruktion der Untergeschosse.
Der Entwurf stammt vom New Yorker Architekturbüro Kohn Pedersen Fox Associates. Das Tragwerk plante das Frankfurter Ingenieurbüro König und Heunisch. Die Errichtung der Türme kostete rund 850 Millionen Mark.
Haupteigentümer des Pollux ist ein internationales Joint-Venture der Vermögensverwaltung Schroders. Eigentümer des Kastor ist die alstria office Prime Portfolio GmbH & Co KG (vormals Deutsche Office AG), welche sich zu 90,9 % im Besitz der alstria office REIT-AG befindet.